# Lispocephala fusciseta
Lispocephala fusciseta este o specie de muște din genul Lispocephala, familia Muscidae, descrisă de Malloch în anul 1928. Conform Catalogue of Life specia Lispocephala fusciseta nu are subspecii cunoscute.